# Шац, Вилли
Вилли Генрих Людвиг Шац (нем. Willi Heinrich Ludwig Schatz; 1 февраля 1905, Ганновер, Германская империя — 17 февраля 1985, Ганновер, ФРГ) — оберштурмфюрер СС, зубной врач в концлагерях Освенцим и Нойенгамме.

## Биография
Вилли Шац родился 1 февраля 1905 года в семье зубного врача. Посещал народную школу и впоследствии окончил гимназию в Ганновере. Потом Шац изучал стоматологию в университете Гёттингена. В 1932 году сдал государственный экзамен, а в 1933 году получил степень доктора медицинских наук. В 1933 году вступил в НСДАП и Штурмовые отряды (СА). 4 октября 1937 года судом присяжных в Ганновере из-за содействовия в проведении аборта был приговорён к штрафу в 400 рейхсмарок, а в 1939 году был исключён из нацистской партии. До призыва в вермахт 10 июня 1940 года работал стоматологом в Ганновере. 3 июля 1943 года был демобилизован из вермахта в звании фельдфебеля и с 22 июля 1943 года состоял в Войсках СС.
С 1943 года служил в комендатуре СС в Ораниенбурге, а осенью 1943 года окончил курсы санитаров в медицинской академии СС в Граце. С 20 января по осень 1944 года служил зубным врачом в концлагере Освенцим. Затем был переведён в концлагерь Нойенгамме, где занимал такую же должность. В 1945 году был повышен до оберштурмфюрера СС.

### После войны
По окончании войны попал в британский плен, из которого был освобождён в январе 1946 года. После этого Шац возобновил стоматологическую практику в Ганновере. С 1963 по 1965 год проходил обвиняемым на Франкфуртском Освенцмском процессе. Ему вменялась в вину селекция новоприбывших заключённых из Венгрии для последующей отправки в газовую камеру. Из-за недостатка доказательств 20 августа 1965 года он был оправдан. Пересмотр приговора со стороны прокуратуры Франкфурта-на-Майне 20 февраля 1969 года был отклонён Федеральным верховным судом ФРГ. Умер 17 февраля 1985 года в Ганновере.
На основе анализа сравнений фотографий Освенцимского Альбома с серией фото альбома Хёккера, который был передан в 2006 году в мемориальный музей Холокоста в США, Шац был идентифицирован в качестве врача-селекционера на железнодорожной платформе в Освенциме.